# Pirascca tyriotes
Pirascca tyriotes is een vlindersoort uit de familie van de prachtvlinders (Riodinidae), onderfamilie Riodininae.
Pirascca tyriotes werd in 1878 beschreven door Godman & Salvin.